# Glaucocystis nostochinearum
Espèce
Glaucocystis nostochinearum est une espèce d'algues de la famille des Glaucocystaceae, de l'embranchement des Glaucophyta. 
Glaucocystis nostochinearum est l'espèce type du genre Glaucocystis. 

## Synonyme
Selon AlgaeBase (21 juil. 2012), Glaucocystis geitleri Pringsheim 1964 est un synonyme hétérotypique. 

## Liste des variétés et formes
Selon AlgaeBase (2 août 2013) : 
- variété Glaucocystis nostochinearum var. minor Hansgirg
- variété Glaucocystis nostochinearum var. moebii Gutwinski
- variété Glaucocystis nostochinearum var. incrassata Lemmermann
- forme Glaucocystis nostochinearum f. immanis Schmidle
- variété Glaucocystis nostochinearum var. gigas Gutwinski

Selon World Register of Marine Species (2 août 2013) :
- forme Glaucocystis nostochinearum f. immanis Schmidle, 1902
- variété Glaucocystis nostochinearum var. incrassata Lemmermann, 1908
- variété Glaucocystis nostochinearum var. moebii Gutwinski, 1901